# Johan Åkesson (basketspelare)
Johan Åkesson, född 23 mars 1984 i Ängelholm, är en svensk basketspelare.  Senast (2012-2014) spelade han i Luleås herrlag LF Basket där han var även var lagkapten. Inför säsongen 2014/15 har Åkesson skrivit på för Malbas Basket, som spelar i division 1.
Under sin karriär i den svenska basketligan har Johan Åkesson spelat 301 matcher och där snittat 11.5 poäng och 6.4 returer på 23 minuter per match. Säsongen 2008-2009 var den säsongen som Åkesson snittade mest poäng under sin tid i ligan, hela 16.9 poäng. 